# Joris De Loore
Joris De Loore (Bruges, 1993) è un tennista belga.

## Biografia
Ha vinto un Challenger e undici titoli ITF in singolare e un Challenger più quattordici titoli ITF di doppio. Il 6 novembre 2023 ha raggiunto la posizione numero 142 nel ranking ATP in singolare. Mentre in doppio si è issato fino alla posizione 263 il 24 dicembre 2018.
Rappresenta il Belgio in Coppa Davis, dove il suo bilancio attuale è di tre vittorie e quattro sconfitte.